# Tommaso Buscetta
Tommaso Buscetta (Agrigento, 13 de julho de 1928 — Flórida, 2 de abril de 2000) foi um dos mais importantes membros da Cosa Nostra, a máfia siciliana. Foi um "arrependido", ou seja, colaborou com a Justiça delatando companheiros e informando o juiz Giovanni Falcone sobre as estruturas da organização e seus esquemas de corrupção de políticos.

## Biografia
Nasceu numa família muito pobre (mãe dona-de-casa, pai vidraceiro), casou-se aos dezesseis anos e para ganhar dinheiro deu início a uma série de atividades ilegais, como o comércio clandestino de fichas para o racionamento da farinha, distribuídas durante o vintênio fascista. Esta função tornou-o bastante célebre também em Palermo, onde não obstante a pouca idade foi cognominado Don Masino. 
No fim da Segunda Guerra Mundial, vai para Nápoles e depois para Buenos Aires, onde abriu uma vidraria: os escassos resultados econômicos do seu trabalho obrigam-no, em 1957, a voltar a Palermo. Ali nos anos sessenta Buscetta relaciona-se com o clã de Luigi Rigotto e inicia o contrabando de tabaco, que se interrompe em 1961 com o começo da "Primeira Guerra à Máfia", da qual escapa, ficando dez anos fugitivo.
Durante esse período Buscetta casa-se outras duas vezes, utiliza identidades falsas (Manuele Lopez Cadena e Paulo Roberto Felici) e se desloca por vários países, passando pelos Estados Unidos, Brasil e México. Preso na cidade de Itapema - Santa Catarina no dia 2 de novembro de 1972 e extraditado pela polícia brasileira, é mantido no cárcere do "Ucciardone" (na capital siciliana) e condenado a catorze anos de prisão (reduzidos a cinco em recurso).
É libertado em 13 de fevereiro de 1980 e encontra trabalho como ajudante de carpinteiro. Em 8 de junho do mesmo ano, vendo-se em perigo, escapa novamente e vai ao Paraguai e de novo ao Brasil, onde aumenta de forma considerável seu patrimônio graças ao tráfico de entorpecentes. Em 24 de outubro de 1983 quarenta homens cercam sua casa e conduzem-no à delegacia. Buscetta tenta ser liberado oferecendo suborno, mas a tentativa fracassa e é mantido preso.
Em 1984 os juízes Giovanni Falcone e Vincenzo Geraci vão ao seu encontro e pedem-lhe que colabore com a justiça, mas Buscetta inicialmente não admite nada. Extraditado, durante a viagem em avião tenta inutilmente o suicídio, ingerindo uma pequena quantidade de estricnina. Posteriormente, começa a revelar organogramas e planos da Máfia ao juiz Falcone e, por isto, passa a ser considerado o primeiro mafioso arrependido da história.
Em 1993 é extraditado aos Estados Unidos e recebe do governo uma nova identidade e a liberdade (vigiada) em troca de novas revelações contra os planos da Cosa Nostra norte-americana. Nos EUA sofre cirurgias plásticas para despistar os numerosos "assassinos sob encomenda" que tem ao encalço, visto que colaborar com a justiça é, no meio mafioso, a mais grave das traições. Morre de câncer no ano 2000 com 71 anos de idade. 